# Knister
Knister, właśc. Ludger Jochmann (ur. 1952 w Bottrop) – niemiecki autor książek dla dzieci.
Studiował pedagogikę społeczną i rytmikę w Essen, pracował jako pedagog specjalny. W Oberhausen zaangażowany był jako dramaturg w produkcję wielu spektakli dla dzieci. Od 1978 pracował jako pisarz i kompozytor, pisał słuchowiska dla różnych stacji radiowych i scenariusze do dziecięcych programów telewizyjnych.
Pierwszą książkę opublikował w roku 1980. Książki dla dzieci publikuje wyłącznie pod pseudonimem "Knister". Po polsku wyszedł cykl książek o dziewczynce-czarownicy Lili.
Mieszka w Wesel. Jest członkiem amatorskiego zespołu rockowego Fezz.

## Publikacje
W języku polskim:
- Szkoła do góry nogami czyli Czarodziejskie sztuczki Lili (2003)
- Obłaskawić smoka czyli Lili podróżuje w czasie (2004)
- Zakochany kibic czyli Lili na stadionie (2004)
- Tajemnica piramidy czyli Lili na tropie mumii (2005)
- Pod piracką banderą czyli Lili wśród korsarzy (2005)
- Tajemnica Atlantydy czyli Lili w podwodnym świecie (2005)